# Tápiószele
 Tápiószele – miasto na Węgrzech, w Komitacie Pest, w powiecie Nagykáta.